# Protapanteles urios
Protapanteles urios är en stekelart som beskrevs av Kotenko. Protapanteles urios ingår i släktet Protapanteles och familjen bracksteklar. Inga underarter finns listade i Catalogue of Life.